# Teresa Lu
Teresa Lu (盧曉晴T; Taipei, 13 ottobre 1987) è una golfista taiwanese.
Ha gareggiato nel Ladies Asian Golf Tour dal 2006 al 2007 e al LPGA dal 2006 al 2010, mentre sempre dal  2010 è attiva nel LPGA of Japan Tour. Nel 2013 ha vinto il Mizuno Classic, un torneo co-organizzato dalla LPGA e dalla JLPGA.

## Carriera
Prende parte al torneo di golf femminile dei Giochi olimpici di Rio de Janeiro 2016, disputatosi dal 17 al 20 agosto. Nel torneo si classifica sedicesima.

## Vittorie Professionali (19)

### LPGA Tour vittorie (1)
| No. | Data             | Torneo          | Punteggio di vittoria | Par | Margine | Secondo/i   |
| --- | ---------------- | --------------- | --------------------- | --- | ------- | ----------- |
| 1   | 10 novembre 2013 | Mizuno Classic^ | 70-68-64=202          | −14 | 2 colpi | Chella Choi |

### LPGA of Japan Tour vittorie (16)
| No. | Data              | Torneo                                     | Punteggio di vittoria | Par | Margine | Secondo/i                            |
| --- | ----------------- | ------------------------------------------ | --------------------- | --- | ------- | ------------------------------------ |
| 1   | 10 novembre 2013  | Mizuno Classic^                            | 70-68-64=202          | −14 | 2 colpi | Chella Choi                          |
| 2   | 1 giugno 2014     | Resort Trust Ladies                        | 67-70-64=201          | −15 | 5 colpi | Lee Ji-min                           |
| 3   | 5 ottobre 2014    | Japan Women's Open Golf Championship       | 69-71-73-67=280       | −8  | 1 colpo | Lee Na-ri                            |
| 4   | 30 novembre 2014  | Japan LPGA Tour Championship Ricoh Cup     | 69-67-70-72=278       | −10 | Playoff | Lala Anai                            |
| 5   | 8 marzo 2015      | Daikin Orchid Ladies Golf Tournament       | 69-68-65=202          | −14 | 4 colpi | Rikako Morita                        |
| 6   | 31 maggio 2015    | Resort Trust Ladies                        | 68-67-67=202          | −14 | 1 colpo | Jiyai Shin                           |
| 7   | 16 agosto 2015    | NEC Karuizawa 72                           | 64-71-67=202          | −14 | 2 colpi | Miki Saiki Ayaka Watanabe            |
| 8   | 13 settembre 2015 | Japan LPGA Championship Konica Minolta Cup | 73-67-70-71=281       | −7  | 2 colpi | Miki Saiki Momoko Ueda               |
| 9   | 18 ottobre 2015   | Fujitsu Ladies                             | 67-65-71=203          | −13 | 4 colpi | Ayaka Watanabe                       |
| 10  | 4 marzo 2016      | Daikin Orchid Ladies Golf Tournament       | 70-70-72-68=280       | −8  | 2 colpi | Yukari Nishiyama Ritsuko Ryu         |
| 11  | 18 settembre 2016 | Munsingwear Ladies Tokai Classic           | 65-63-70=198          | −18 | Playoff | Jeon Mi-jeong                        |
| 12  | 20 novembre 2016  | Daio Paper Elleair Ladies Open             | 67-62-67-68=264       | −24 | 1 colpo | Mamiko Higa                          |
| 13  | 9 aprile 2017     | Studio Alice Women's Open                  | 68-69-68=205          | −11 | 3 colpi | Kim Ha-neul Jiyai Shin               |
| 14  | 18 giugno 2017    | Nichirei Ladies                            | 68-65-71=204          | −12 | 5 colpi | Miyu Shinkai Saki Takeo Rumi Yoshiba |
| 15  | 15 ottobre 2017   | Fujitsu Ladies                             | 68-67-67=202          | −14 | 2 colpi | Lee Min-young                        |
| 16  | 26 novembre 2017  | Japan LPGA Tour Championship Ricoh Cup     | 68-68-67-70=273       | −15 | 4 colpi | Lee Min-young                        |

### Ladies Asian Golf Tour vittorie (2)
| No. | Data             | Torneo                 | Punteggio di vittoria | Par | Margine | Secondo                |
| --- | ---------------- | ---------------------- | --------------------- | --- | ------- | ---------------------- |
| 1   | 8 gennaio 2012   | Hitachi Ladies Classic | 70-70-72=212          | −4  | 1 colpo | Danah Bordner Amy Hung |
| 2   | 16 dicembre 2012 | Taifong Ladies Open    | 73-67-67=207          | −9  | 5 colpi | Amy Hung               |

^ 2013 Mizuno Classic co-sanzionato dalla LPGA of Japan Tour e LPGA Tour.

### China LPGA Tour viitorie (1)
- 2016 CTBC Ladies Open